# Thomas William Robertson
Thomas William Robertson (1829-1871) fue un actor y dramaturgo inglés. Su éxito fue tardío y como dramaturgo tuvo una breve pero muy brillante carrera.

## Vida

### Orígenes
Hijo del actor William Robertson, originario de una vieja estirpe teatral y responsable de un "circuito teatral" itinerante entre Bristol y Cambridge, Robertson estuvo familiarizado con los escenarios desde su infancia. Nació el 9 de enero de 1829 en Newark-on-Trent. Su bisabuelo, James Robertson, originario de Perth, se convirtió en actor cómico principal del York Theatre, fue elogiado como un "comediante de auténtico mérito" por Tate Wilkinson, publicó un volumen de Poems by Nobody (Poemas de nadie), se retiró en 1779 tras cuarenta años de carrera, y murió en York en 1795, a los 82 años. De los tres hijos de James Robertson, el segundo, James, se casó con una tal Miss Robinson, hijastra de Mr. Wrench, muy conocido como el Corinthian Tom de Tom y Jerry. William, uno de los siete hijos fruto de dicho matrimonio, se colocó como aprendiz de un procurador en Derby, y posteriormente se unió a la Lincoln Company de su tío Thomas, y se casó en 1828 con Miss Margaret Elizabeth (o Margaretta Elisabetha) Marinus, una joven actriz de la compañía. El resultado de la unión fue una numerosa prole. Thomas William era el hijo mayor, y Margaret o Madge (Mrs. Grimston, más conocida como Mrs. Kendal) la más joven. Los dos hijos varones más jóvenes también se dedicaron al teatro. De ellos, Frederick Craven Robertson (1846-1879) comenzó su carrera en el Amphitheatre de Liverpool en 1867, en For Love, de su hermano mayor Thomas William; se unió a la compañía de Frederick Younge; ofreció una aceptable interpretación del capitán Hawtree en Caste, y durante un tiempo tras la muerte de Younge dirigió a la compañía de la citada obra.

### Infancia y juventud: carrera actoral
Thomas William Robertson fue educado por la esposa de su tío abuelo, Thomas Robertson. Durante su infancia y juventud fue actor en la compañía provincial de la que era director su padre. El 13 de junio de 1834, en el Wisbech Theatre, interpretó, como «Master T. Robertson», a Hamish, el hijo de Rob Roy, en Rob Roy, o "Auld Lang Syne". Hacia 1836 fue enviado a una escuela en Spalding, a cargo de Henry Young, y en torno a 1841 a una segunda escuela en Whittlesea, a cargo de un tal Moore. Al abandonar la escuela de Moore en 1843 se convirtió en factótum de la Lincoln Company, en cuya gestión su padre parecía haber tenido éxito. Pintaba decorados, hacía sugerencias, escribía canciones para la compañía, adaptó La batalla de la vida y El hombre hechizado, de Charles Dickens, e interpretó toda una gama de papeles incluyendo Hamlet, Charles Surface, Young Marlow, John Peerybingle en El grillo del hogar, el Dr. Pangloss, Monsieur Jacques y Jeremy Diddler. Al quebrar la Lincoln Company en 1848, Robertson llegó a Londres y probó numerosos experimentos, pero volvió a actuar en los teatros menos conocidos para ganarse la vida. Tras aprender francés por su cuenta, fue durante unos meses bedel en una escuela de Utrecht, donde le pagaron mal y pasó hambre.
A comienzos de la década de 1850 entabló relación con Henry James Byron, con quien actuó en compañías de provincias, y con quien también, se dijo, hizo un fallido intento de llevar un espectáculo a la Gallery of Illustration. Robertson subsistía escribiendo en periódicos mediocres; y en cierta ocasión intentó alistarse en el ejército, pero fue rechazado. Después de actuar en Marylebone, de cuyo teatro era su padre director adjunto en aquel entonces, marchó en 1855 con una compañía, encabezada por el matrimonio Wallack, a representar Macbeth en el Théâtre des Italiens de París. El resultado fue un fiasco.
El 27 de agosto de 1856 se casó en la Iglesia de Cristo (Marylebone) con Miss Elizabeth Burton (cuyo verdadero apellido era Taylor), una actriz que actuaba entonces en el Queen's Theatre de Tottenham Street, y se marcharon juntos a Dublín, donde ella fue contratada como "leading lady" (secundaria) y él como cómico histriónico y ayudante del director escénico. La pareja recorrió con escaso éxito Belfast, Dundalk y numerosas ciudades pequeñas de Irlanda. De regreso a Inglaterra, actuaron en el Surrey, en Marylebone, Plymouth, Woolwich, Rochester, Windsor y otros lugares, viéndose interrumpidas las actuaciones de la señora Robertson por los sucesivos nacimientos de sus hijos. Al morir una hija Robertson se retiró de los escenarios, ocupando su tiempo en escribir esbozos para revistas y en traducir obras francesas para el editor Lacy.

### Edad adulta: oficios varios
En Londres, en 1860, dirigió una revista de minería a la que contribuyó con una novela posteriormente adaptada al teatro con el título de Shadow Tree Shaft. A su vez estuvo como apuntador en el Olympic bajo la dirección de Charles Mathews. Escribió para el Welcome Guest y el Illustrated Times, en el que era el «Theatrical Lounger» (el «Haragán Teatral»). Firmó algunas contribuciones como «Hugo Vamp». El éxito le era indiferente, pues su esposa estaba enferma. El triunfo de su obra Society se vio empañado por la muerte de su esposa el 14 de agosto de 1865.
Robertson se casó, el 17 de octubre de 1867, en el consulado inglés de Fráncfort del Meno, con su segunda esposa, Miss Rosetta Feist, una dama de origen alemán. Murió en Londres el 3 de febrero de 1871.

## Carrera dramatúrgica y literaria
En 1851, William Farren, entonces director del Teatro Olympic, produjo su primera obra, Las aventuras de una noche, que se representó durante cuatro veladas. En 1854 vendió por 3 libras a los gerentes del City Theatre, Johnson y Nelson Lee, una obra titulada Castillos en el aire, estrenada en dicha sala el 29 de abril. Entre las numerosas obras que escribió en este período estaban Photographs and Ices, El diario de mi esposa y A Row in the House, posteriormente representada en el Toole's Theatre el 30 de agosto de 1883, todas las cuales, con innumerables adaptaciones, se vería obligado a vender el autor a Lacy, el librero teatral. Su farsa The Cantab, estrenada en el Strand el 14 de febrero de 1861, lo introdujo en la bohemia literaria, y lo llevó a convertirse en miembro de los clubes Savage y Arundel, donde amplió su observación de la naturaleza humana, y de donde extrajo algunos personajes curiosos. Sin embargo, la obra le reportó tan poca utilidad práctica que sopesó abandonar la profesión para convertirse en estanquero. Una novela titulada David Garrick, basada en Sullivan, comedia en tres actos de Mélesville, fue una de los potboilers de Robertson. Fue adaptada a la obra conocida como David Garrick, ofreciendo esta en vano a un productor tras otro, para comprometerse en última instancia con Lacy por 10 libras. Fue aceptada por Sothern, quien, después de reenviar a Robertson el dinero para amortizarla, adelantó al autor 50 libras a cuenta. Se estrenó con éxito regular en abril de 1864, en el Teatro Príncipe de Gales de Birmingham. Pero cuando Sothern la llevó al Haymarket poco después fue recibida muy favorablemente, y desde entonces ha sido reestrenada con frecuencia. Sin embargo, la originalidad y el ingenio del dramaturgo no serían plenamente reconocidos hasta la aparición de Society en el Teatro Príncipe de Gales en 1865, bajo la producción de Miss Marie Wilton (posteriormente Effie Bancroft). A pesar de que algunos críticos se mofaron de esa "comedia de taza y platito", tachándola de absurdamente realista, y dijeron que no había nada en ella salvo la vida vulgar representada sin rastro alguno del ingenio y la chispa sheridanianos, todo Londres acudió a la pequeña sala de Tottenham Street, donde se mantuvo en cartel durante veintiséis semanas, haciendo ganar una fortuna al teatro, así como al autor e incidentalmente a uno o dos de sus actores. La reputación de Robertson descansa principalmente sobre la serie de comedias que sucedieron a aquella, incluyendo Ours (1866), Caste (1867), Play (1868), School (1869) y M. P. (1870). Son éstas exposiciones de la moderna vida social, con un elemento de sátira dirigido a lo artificial de aquella. El epíteto "escuela teatral de taza y platito", el cual fue aplicado por un crítico a las obras de Robertson, es sugestivo de las limitaciones de estas. Por otra parte, el autor y la compañía se complementaban a la perfección; las obras y la colaboración conjunta ―jugando también a su favor el reducido tamaño de la sala― fueron inmediatamente reconocidas como algo nuevo. Robertson, aunque su salud ya estaba quebrantada, rápidamente continuó tras Society con una serie de obras características que forjaron su propia reputación, la de la compañía y la del teatro. Sus más conocidas obras (a excepción de David Garrick) fueron escritas para el antiguo Teatro Príncipe de Gales dirigido por los Bancroft, y esa norma suponía un hito histórico en la evolución del teatro inglés. Al igual que Society, Ours fue representada primero en Liverpool, en fecha 23 de agosto de 1866. El 16 de septiembre fue llevada al Príncipe de Gales de Londres, donde su recepción fue entusiasta.
La reputación de Robertson había quedado plenamente establecida, y los productores se disputaban sus obras de teatro. Sus mayores triunfos eran exclusiva del Teatro Príncipe de Gales, cosechando un éxito desigual las obras producidas en otras salas, y siendo en algunos casos un fracaso. Caste, llevada al Príncipe de Gales el 6 de abril de 1867, supone la cota más alta alcanzada por Robertson y, además de ser su mayor logro, sigue siendo una obra representable. Play, su siguiente obra en el Príncipe de Gales, estrenada el 15 de febrero de 1868, mostraba un claro declive, pero recuperó su nivel con School, la siguiente en orden, el 14 de enero de 1869. Esta última es declaradamente y hasta cierto punto deudora de Aschenbrödel, de Benedix. La última de las piezas representadas en el Príncipe de Gales, en las que descansa la reputación de Robertson, fue M.P., estrenada el 23 de abril de 1870.
Para otros teatros, por su parte, Robertson contribuyó con Shadow Tree Shaft, un drama en tres actos impreso, ambientado en el Staffordshire de la época del "Joven Pretendiente" (fue estrenado en el Princess's Theatre el 6 de febrero de 1867); Un rápido deshielo, comedia en dos actos no impresa, traducida del francés y representada en el St. James's Theatre el 2 de marzo de 1867; Por amor, drama en tres actos no impreso, llevado al Teatro de Holborn el 5 de octubre de 1867; Las flores de la pasión, drama en tres actos no impreso, adaptado del francés y estrenado en el Teatro Real de Hull el 28 de octubre de 1868, con su hermana, Miss Robertson, en el papel principal; Home, adaptación en tres actos de L'Aventurière (La aventurera) de Augier, montada por Sothern en Haymarket el 14 de enero de 1869; Mi Lady Clara, drama en cinco actos, basado en un poema de Tennyson y representado en el Teatro Alexandra de Liverpool el 22 de febrero de 1869 (bajo el título modificado de Sueños fue llevado al Gaiety Theatre el 27 de marzo, con Alfred Wigan y Miss Robertson en los papeles principales); Incumplimiento de promesa, drama cómico en dos actos (Globe Theatre, 10 de abril); La bahía de Dublín, farsa no impresa, llevada al Teatro Real de Manchester el 18 de mayo de 1869, y a Londres el 18 de diciembre de 1875; Progreso, versión en tres actos de Les Ganaches de Victorien Sardou (Globe, 18 de septiembre de 1869); El ruiseñor, drama en cinco actos (Teatro Adelphi, 15 de enero de 1870); Nacimiento, comedia en tres actos producida en Bristol el 5 de octubre; Guerra, drama en tres actos, (St. James Theatre, 16 de enero de 1871). Desgraciadamente, Robertson disfrutó de su éxito por muy poco tiempo. Su obra es notable por su magistral puesta en escena, su sano y generoso humor, sus diálogos brillantes y nada afectados, y el elevado sentido dramático del carácter humano en sus aspectos teatrales.
Además de las obras mencionadas, Robertson es responsable de Un sueño en Venecia y Volar en globo, espectáculos no impresos; Down in our Village, En el camino, Post haste (A toda prisa), comedias no impresas; y otras farsas no impresas como Which is it?. Las siguientes obras adicionales pueden encontrarse en Acting Edition of Plays, de Lacy, o en las obras completas de Robertson, que consta de dieciséis obras, editadas por su hijo (en 2 volúmenes, 1889): Aves de presa, El caballero de San Jorge, La hija del duque, Ernestina, Fausto y Margarita, Mestizo, Jocrisse el malabarista, El arriero de Toledo, Noemie, La estrella de Oriente y El mar de hielo (dramas); e Incumplimiento de promesa, El sombrero del relojero, En absoluto celoso, Paz a cualquier precio y Dos joviales impostores (farsas). Robertson publicó, además de David Garrick, otras dos novelas: Deslumbrado, no cegado y Stephen Caldrick. De una comedia llamada a suceder a M.P. en el Teatro Príncipe de Gales, solo se conserva el título, Faith (Fe). Robertson también escribió Constance, una ópera con música de Frederic Clay, representada sin éxito en el Teatro Covent Garden.
Su teoría de la escritura de comedias consistía en situar, en medio de un entorno mundano y cínico, un interés sensible, juvenil y sentimental, que mostraría lo más brillante para su "séquito". En sus mejores trabajos, como Caste ―su inequívoca obra maestra― y en otra media docena de obras, el proceso produce resultados muy satisfactorios. Fue el inventor de un sistema ―el cual, aunque artificial, fue efectivo, al menos temporalmente― para mostrar, antifonalmente, porciones de conversaciones o diálogos a dos bandas, una sentimental y la otra no pocas veces mundana. La expresión "Teacup and Saucer School" ("Escuela de la taza de té y el platito"), aplicada a él por «Q.» (Thomas Purnell), del Athenæum, y sugerida tal vez por el gusto de Robertson por los interiores y actividades domésticos, vinculó su obra y la de James Albery, en cierta medida seguidor de Robertson, y no es del todo incorrecta. La obra de Robertson resulta saludable en toda su extensión, y gran parte de ella es original, siendo resultado de sus propias observaciones. Captó rápidamente las costumbres de su tiempo, y sus personajes son por lo general realistas.